# Philoliche dorsalis
Philoliche dorsalis är en tvåvingeart som först beskrevs av Pierre André Latreille 1811.  Philoliche dorsalis ingår i släktet Philoliche och familjen bromsar.
Artens utbredningsområde är Mauritius. Inga underarter finns listade i Catalogue of Life.